# Colombe à longue queue
Uropelia campestris
Genre
Espèce
Statut de conservation UICN

 LC  : Préoccupation mineure
La Colombe à longue queue (Uropelia campestris) est une espèce d'oiseaux appartenant à la famille des Columbidae. C'est la seule espèce du genre Uropelia.

### GenreUropelia
- (en) Congrès ornithologique international : Uropelia campestris dans l'ordre Columbiformes (consulté le 18 mai 2015)
- (en) Zoonomen Nomenclature Resource (Alan P. Peterson) : Uropelia  dans Columbiformes

### EspèceUropelia campestris
- (fr) Oiseaux.net : Uropelia campestris (+ répartition)
- (fr + en)  Avibase : Uropelia campestris (+ répartition) (consulté le 1er juillet 2015)
- (en) Congrès ornithologique international : Uropelia campestris dans l'ordre Columbiformes (consulté le 18 mai 2015)
- (en) Zoonomen Nomenclature Resource (Alan P. Peterson) : Uropelia campestris  dans Columbiformes
- (en) Tree of Life Web Project : Uropelia campestris
- (en) Animal Diversity Web : Uropelia campestris
- (en) NCBI : Uropelia campestris (taxons inclus)
- (en) UICN : espèce Uropelia campestris (Spix, 1825) (consulté le 1er juillet 2015)
- (fr) eBird : Uropelia campestris